# ثبت نژاد
ثبت نژاد (به انگلیسی: Breed registry) که به عنوان کتاب گله (herdbook, studbook) یا رجیستر نیز شناخته می‌شود، در دامپروری و سرگرمی نگهداری جانوران، فهرستی رسمی از جانوران در یک نژاد خاص است که والدین آنها شناخته‌شده هستند. جانوران معمولاً در جوانی توسط پرورش‌دهندگان ثبت می‌شوند. عبارت‌های studbook و register همچنین برای اشاره به فهرستی از جانوران نر "ایستاده در گل‌میخ" استفاده می‌شود، یعنی جانورانی که به‌طور فعال پرورش می‌یابند، برخلاف هر نمونه شناخته‌شده از آن نژاد. چنین دفترهای ثبتی، معمولاً برای هر جانور ثبت‌شده گواهی صادر می‌کنند که به آن شجره‌نامه، سند شجره‌نامه جانور یا معمولاً "سند جانور" می‌گویند. اوراق ثبت‌نام ممکن است شامل یک گواهی ساده یا فهرستی از اجداد در پس‌زمینه جانور باشد، که گاهی با نموداری نسب آن را نشان می‌دهد.